# 藤川真一
藤川 真一（ふじかわ しんいち、1973年11月3日 - ）は、日本のプログラマ、経営者。埼玉県出身。モバイル端末向けのTwitterウェブサービス型クライアント「モバツイ」を2007年4月に開発した。ハンドルネームは「えふしん」。

## 人物
高校時代からパソコン通信に興味をもち、コミュニケーションを提供する仕事につきたいと考えていたが、大学卒業時にはその業種に進むにはどうしたらよいかわからずに別業種にプログラマとして就職する。その後、デジタルハリウッドで知り合ったベンチャー企業の社長に誘われ、ウェブ制作業界に転職する。
学生時代にやっておいて良かったことの一つとして、パソコン通信を挙げている。
2010年7月には、自社でコミュニティを作る事業をやりたいと述べている。

## 受賞歴
- 第8回Webクリエーション・アウォード「Web 人賞」(2010年)[8]

## 経歴
- 1992年 埼玉県立所沢北高等学校卒業[9]
- 1996年 芝浦工業大学工学部電気工学科ロボット制御研究室（春日研究室）卒業[9]
- 2006年 paperboy&co. に転職[10]
- 2007年4月 「モバツイ」を開発[4]。
- 2008年末 paperboy&co. に1年後に退社する旨を伝える[10]。
- 2010年1月 想創社設立[11]。
- 2010年9月 マインドスコープ株式会社に社名変更[11]。役員を3人迎え、代表取締役社長に就任。
- 2012年5月1日 マインドスコープの社長を退く[12]。（株式会社jig.jpによる完全子会社化に伴う）[12]
- 2012年11月 想創社を設立[13]。
- 2014年8月 BASE株式会社のCTOに就任[14]。
- 2018年1月 慶應義塾大学大学院メディアデザイン研究科博士課程 博士（メディアデザイン学）取得[1]。

### 学生時代から最初の就職まで
小学校高学年のころからパソコンに触れる。中学生のころにファミリーベーシックを知り、プログラミングを開始。しかし、本格的に開始するには至らなかった。
高校時代にパソコン通信に熱中する。月に10万円もの電話代がかかって親に殴られた経験をもつ。このことにより、パソコン通信とは一旦距離をおくこととなる。大学生になり、パソコン通信を再開。また、同時期に研究で必要だったC言語を学ぶ。
ファクトリーオートメーションの装置メーカーに就職し、業務で必要であったプログラミングに本格的に取り組むこととなる。その後、業務で必要とされたHTMLをデジタルハリウッドで学ぶ。

### ウェブ開発者として
2000年、デジタルハリウッドに特別講師として教えにきていたウェブ制作会社の社長に誘われ、転職。転職先ではFlash制作や動画ストリーミングのコンテンツ管理システムに携わる。
当時のインターネット上でのコミュニティに違和感を持っていた藤川は、ソーシャル・ネットワーキング・サービスやソーシャルブックマークが台頭するWeb 2.0時代の到来で、自身の求めるコミュニティ像や今後の方向性に気づくこととなる。その結果、個人向けのネットサービスを提供していた paperboy&co. へ2006年に転職。しかし、同社ではEC事業部でショッピングモールの開発を行うこととなった。

### Twitterとの出会い
paperboy&co.所属時にTwitterに出会い、自身が目指すコミュニティの姿の一つだと気づく。2006年当時にTwitterにあった日本語での使用のためのバグを直すためのプログラムを書き始める。Twitterを触っていくほど、Twitterは携帯端末で隙間時間に更新することにも適していると考えるようになった。藤川はケータイ用のTwitterクライアント「モバトゥイッター」(後の「モバツイ」) を開発。iPhoneがまだ日本で売られていなかったため、モバイルでTwitterを使うための端末としてケータイを選んだ。当初はビジネスにするつもりもなく、個人で運営していた。
その後、モバツイの登録者は2010年秋には95万人ほどになる。

### 起業
自分のやりたいことを実現するために2008年末には paperboy&co. に1年後に退社する旨を伝える。その後、好評だったモバツイがGoogle AdSenseで利益がでるようになったこともあり、モバツイでのビジネスを考える。2010年1月 想創社設立。その後、2010年9月にはマインドスコープ株式会社に社名変更した。マインドスコープ社には paperboy&co. 創業者の家入一真など3人を役員として迎えている。
2012年5月1日、株式会社jig.jpによるマインドスコープ社の完全子会社化に伴い、藤川は社長を退いた。
2012年11月、想創社を設立。バイアウトされたマインドスコープ社への合併/社名変更前の社名を新規に登記した

## 著書
- 「100万人から教わったウェブサービスの極意――「モバツイ」開発1268日の知恵と視点」 ISBN 978-4-7741-4967-7

### 共著
- 「インターネット&Webの必須常識100」 ISBN 9784862670694